# Зомлетели, Ной
Ной (Ноэ) Зомлетели (настоящая фамилия — Куридзе) (груз. ნოე ზომლეთელი; 1880, с. Зомлети Российская империя (ныне Чохатаурский муниципалитет, Гурия) — 10 июня 1938) — грузинский и советский писатель

, поэт, педагог, революционер.

## Биография
Из крестьян, детство и молодость провёл в деревне. С 6-летнего возраста начал учиться в сельской школе. В 1891 году окончил двухклассную школу. Из-за бедности не смог продолжать учёбу и был занят на сельскохозяйственных работах.
Переселившись в город в 1893 году начал работать в библиотеке, сблизился с учителем А. Гегечкори, который посоветовал ему получить образование учителя и помог ему собрать деньги на обучение. С 1896 по 1900 год обучался в Хонинской учительской семинарии, вращался среди революционно-настроенных рабочих. С 1900 года учительствовал в сельских школах.
В 1901—1902 годах сотрудничал с газетой «Квали». С 1903 года вместе с однодумцами участвовал в создании тайного революционного кружка. В 1905 году во время выступлений крестьян и создания Гурийская республики работал пропагандистом в Ланчхути и Нигоити, был членом отряда повстанцев, принимал участие в сражениях с царскими войсками.
В 1907 году был арестован и приговорён к ссылке в Сибирь, но по требованию дирекции государственных школ, как хороший учитель, его приговор был заменён на депортацию из Гурии. С 1908 по 1912 год работал учителем в сельских школах. Основал библиотеку, участвовал в культурной жизни Зугдидского уезда. С 1912 года преподавал в Сухумской грузинской школе, с 1915 года — в Сухумской женской гимназии, а с 1918 года — в Сухумской учительской семинарии.
С мая 1921 года работал заведующим отделом образования Озургетского уезда, редактором «განახლებული გურიის». С 1922 года — редактор печатного органа Аджарийского обкома партии «პროლეტარული მწერლობის», с 1923 по 1924 год — редактор журнала «Крокодил».
С 1927 года работал в Музее Революции Грузии.

## Творчество
Дебютировал как поэт в 1899 году. Первый сборник его стихов был опубликован в 1924 году. После установления советской власти в Грузии был одним из руководителей литературной группы — «Пролетарская литература».
С первых произведений главным мотивом творчества Н. Зомлетели была борьба за политическую свободу рабочих и деревенской бедноты. Жандармские репрессии и расправы с революционерами усилили боевую настроенность поэта.
В годы реакции после революции 1905—1907 годов Н. Зомлетели призывал «орлиным взглядом смотреть на будущее».
После Октябрьской революции Н. Зомлетели от общих революционных тем перешёл к отображению рабочего быта.
Кроме стихов, в том числе сатирически-юмористических, писал фельетоны (сборник «Крик смеха», 1925), детские стихи и рассказы.

## Избранные произведения
Стихи
- «Память Александра Цулукидзе», 1906;
- «Предатель Отечества», 1908;
- «Поэт», 1913;
- «Мир хижинам», 1921;
- «Фейкр», 1923;
- «Камо», 1929;
- «Ахали Насакирали», 1933;
- «Советский Авто», 1932;
- «Пароход», 1933;
- «Тбилиси-Захес», 1935.

Проза
- роман «Ифкли», 1927